# Jože Humer
Jože Humer (Maribor, 24 de junio de 1936 – 13 de junio de 2012) fue un compositor, director de coro, jurista y organizador cultural esloveno. Humer se graduó en derecho. Creó la Cámara de Coro de Madrigalista de Ljubljana y lideró el Coro de la Academia Tone Tomšič y el Gallus Octet en Ljubljana. Fue presidente del Ljubljana Musical Youth, la renovación de la Sociedad Musical de Ljubljana, y presidente de la Asociación de las Organizaciones Culturales de Eslovenia. Escribió y tradujo centenares de libretos y otras letras para chicos, coros y solistas. En 1999, recibió la Medalla de Oro de la Fundación Pública de Actividades Culturales eslovenas por su trabajo. También fue juez, secretario de la Corte Suprema de Eslovenia, y participó en las disposiciones jurídicas y organizativas en el ámbito de la cultura en el decenio de 1980 y durante la secesión eslovena de Yugoslavia. Posteriormente, colaboró como experto con el Tribunal Consitucional de Eslovenia. En marzo de 2012, fue condecorado por el presidente Danilo Türk con la Orden de Méritos de Eslovenia, con una lógica que lo describía como una "personalidad merecedora por encima de la media de la vida cultural eslovena."